# Молостово (Оренбургская область)
Молостово — упразднённый хутор  в Гайском районе Оренбургской области России. На момент упразднения входил в состав сельского поселения Губерлинский сельсовет. Исключён из учётных данных в 1998 году.

## География
Располагался на правом берегу реки Губерля в месте впадения в неё балки Молостова, на расстоянии примерно 2 километра (по прямой) к юго-западу от села Белошапка.

## История
По данным на 1939 год кошара совхоза Губерлинский «Молостово речка» входила в состав Губерлинского сельсовета Халиловского района и находилась примерно в 35 км от райцентра (р.п. Халилово).
Постановлением Законодательного Собрания Оренбургской области от 23 января 1998 года №230/40-ПЗС (решение принято 29 декабря 1997 года, подписано Главой администрации Оренбургской области В. В. Елагиным 23 января 1998) хутор исключён из учётных данных.